# Termessos
Termessos (grško Τερμσσσός) je bil pizidijsko mesto, zgrajeno na nadmorski višini več kot 1000 metrov na jugozahodni strani gore Solymos (sodobno Güllük Dağı) v pogorju Taurus (sodobna  provinca Antalya, Turčija). Leži 30 kilometrov severozahodno od Antalye. Ustanovljeno je bilo na naravni ploščadi na vrhu Güllük Dağı, ki se vzdigne do 1665 m nad okoliške gore iz travertina.
Skrito z borovimi gozdovi in z mirnim in nedotaknjenim videzom, ima mesto bolj izrazito in impresivno vzdušje kot mnoga druga starodavna mesta.
Termessos je eno izmed najbolj ohranjenih starih mest Turčije. Mesto so ustanovili Solimi, ki jih je Homer v Iliadi omenjal v povezavi z legendo o Belerofontu. 
Zaradi svoje naravne in zgodovinskega bogastva je mesto vključeno v narodni park, ki nosi ime narodni park gora Güllük-Termessos. 

## Zgodovina
Mitski ustanovitelj mesta je Belerofont.
Kar se tiče zgodovine Termessosa, se začne predvsem v času, ko je Aleksander Veliki obkolil mesto leta 333 pr. n. št.; mesto je primerjal z orlovim gnezdom in je en redkih primerov da ga ni uspel osvojiti.  Arijan iz Nikomedije, eden od starodavnih zgodovinarjev, ki se je ukvarjal s tem dogodkom in zabeležil strateški pomen Termessosa, ugotavlja, da bi ga lahko celo majhna sila zlahka branila zaradi nepremostljivih naravnih ovir okoli mesta. Lokacijo mesta na gorskem prelazu med frigijskim zaledjem in ravnino Pamfilije opisuje Arijan v Kroniki 1,26,6. Aleksander je želel iti v Frigijo iz Pamfilije, in po Arijanu, cesta je prečkala Termessos. Obstajali so še drugi precej nižji in lažji prehodi; zakaj se je Aleksander odločil, da se vzpne po strmem prelazu Yenice, je še vedno predmet spora. Rečeno je celo, da so njegovi gostitelji v Pergeju poslali Aleksandra na napačno pot. Aleksander je zapravil veliko časa in truda, da bi prišel skozi prehod, ki ga je zapiral Termessos, zato se je jezen obrnil in ga obkrožil. Verjetno zato, ker je vedel, da ne more zajeti mesta, Aleksander ni odredil napada, temveč je šel na sever in stresel jezo na Sagalassos.
Po mnenju Strabona so se prebivalci Termessosa imenovali Solimi in bili ljudstvo Pizidije. Njihovo ime, pa tudi tisto, ki je dalo ime gori, na kateri so živeli, je izhajalo od imena Solymeus, anatolskega boga, ki se je pozneje identificiral z Zevsom, kar pripelje do kulta Zevsa Solymeusa (Solima v turškem jeziku). To ime še vedno obstaja kot priimek pri nekaterih ljudeh v regiji Antalya, kar dokazuje njihovo Solymi dediščino. Kovanci Termessosa pogosto prikazujejo tega bog in mu dajo ime.
Zgodovinar Diodor Sicilski je v celoti podrobno zabeležil še en nepozaben dogodek v zgodovini Termessosa. Leta 319 pr. n. št., po smrti Aleksandra, se je eden od njegovih generalov, Antigon I. Monoftalmos, proglasil za gospodarja Male Azije in se odločil, da se bo bojeval s svojim tekmecem Alcetasom, katerega osnova podpore je bila Pizidija. Njegove sile je sestavljala pehota okoli 40.000 mož, 7.000 konjenikov in številne slone. Alcetas in njegovi prijatelji, ki niso mogli premagati napadalcev, so se zatekli v Termessos. Termessijci so Alcetasu dali besedo, da bi mu pomagali.
V tem času je prišel Antigon in postavil taborišče pred mestom. Ker niso želeli, da bi v mesto vdrli zaradi makedonskega tujca, so se starešine mesta odločili, da Alcetasa predajo Antigonu. Vendar so mladi iz Termessosa želeli držati svojo besedo in niso želeli slediti načrtu. Starejši so poslali Antigonu odposlanca, da bi ga obvestili o svoji nameri, da jim predajo Alcetasa. V skladu s tajnim načrtom nadaljevanja boja je mladim Termessosa uspelo zapustiti mesto. V njihovo čast se je Alcetas ubil. Starejši so izročili njegovo truplo Antigonu. Po tem, ko je truplo podvrgel vsem vrstam zlorab, je po treh dneh Antigon zapustil Pizidijo. Mladi so truplo Alcetasa pokopali z vsemi častmi in mu postavili lep spomenik.
Termessos očitno ni bil pristaniško mesto, vendar so se jugovzhodne zemlje razširile vse do zaliva Attaleie (Antalye). Ker je mesto imelo to povezavo z morjem, so ga zavzeli Ptolemajci.
V likijskem mestu Araxa so našli napis, ki vsebuje pomembne informacije o Termessosu. Po tem napisu je bil v 2. stoletju pr. n. št. Termessos iz neznanih razlogov v zvezi z likijskimi mesti in spet leta 189 pr. n. št. naletimo, da se je boril s pizidijskim mestom Isidia. V istem času, v 2. stoletju pred našim štetjem, najdemo kolonijo Termessos Minor ustanovljeno 85 km na jugozahod (Oinoanda). Termessos je sklenil prijateljske odnose z Atalom II., kraljem Pergamona, bolje kot boriti se s svojim starodavnim sovražnikom, mestom Selge. Atal II. je to prijateljstvo obeležil z izgradnjo dvonadstropne stoe v Termessosu.
Termessos je bil rimski zaveznik, zato mu je leta 71 pr. n. št. rimski senat podelil neodvisen status; v skladu s tem zakonom je bila zagotovljena njegova svoboda in pravice. Ta neodvisnost se je ohranjala neprekinjeno dolgo časa, edina izjema je bila zavezništvo s kraljem Amintasom, kraljem Galatije (vladal je 36-25 pr. n. št.). To neodvisnost dokumentirajo tudi kovanci Termessosa, ki nosijo naslov "Avtonomni".
Konec Termessosa je prišel, ko je bil njegov akvadukt poškodovan v potresu in je mesto ostalo brez vode. Mesto je bilo zapuščeno (leto ni znano), kar pomaga razložiti njegovo izjemno ohranjano stanje danes.

## Lokacija danes

### Pristop
Z glavne ceste strma cesta pripelje do mesta. S te cesto se vidi znamenit prelaz Yenice, skozi katerega je potekala starodavna cesta, ki so jo imenovali »Kraljeva cesta«, pa tudi utrdbe iz helenističnega obdobja, cisterne in številni drugi ostanki. Kraljeva cesta, zgrajena v 2. stoletju, s prispevki ljudi Termessosa, je prišla skozi mestno obzidje višje in šla naravnost do središča mesta. V obzidju vzhodno od mestnih vrat so nekateri izredno zanimivi napisi z auguri s kockami. V zgodovini rimskega cesarstva so bila prepričanja o tem čarovništvu, magiji in vraževerju zelo razširjena. Termessani so bili verjetno zelo zainteresirani za napovedovanje sreče. Takšni napisi imajo navadno štiri do pet vrstic in vključujejo številke, ki jih je treba vreči s kockami, ime boga, ki so ga želeli zaprositi in naravo napovedi, ki je podana v nasvetih tega boga.

### Glavni trg
Mesto Termessios, kjer so glavne uradne zgradbe, leži na ravnem področju, malo nad notranjim obzidjem. Najbolj očitna od teh struktur je agora, ki ima zelo posebne arhitekturne značilnosti. Pritličje tega trga na prostem je bilo postavljeno na kamnitih blokih, na severozahodnih petih velikih cisternah pa je bilo izpuščeno. Agora je na treh straneh obkrožena s stoami. Po napisu, ki je bil najden na dvonadstropnih stoah na severozahodu, jih je Termessosu daroval Atal II., kralj Pergamoma (vladal 150-138 pr. n. št.) kot dokaz njegovega prijateljstva. Kar se tiče severovzhodne stoje, jo je zgradil bogat Termessian poimenovan Osbaras, verjetno v imitaciji Atalovih. Razvaline, ki ležijo severovzhodno od agore, morajo pripadati gimnaziji, vendar jih je težko razločiti med vsemi drevesi. Dvonadstropna stavba je bila sestavljena iz notranjega dvorišča, obkroženega z obokani prostori. Zunanjost je okrašena z nišami in drugimi okraski dorskega reda. Ta struktura izhaja iz 1. stoletja

### Gledališče
Takoj na vzhodu agore leži gledališče. Ta zgradba je nedvomno najbolj izstopa v celotni ravni Termessosa, in nudi pogled na pamfilijsko ravnico. Najočitneje razkriva značilnosti rimskega gledališča, ki je ohranilo gledališki načrt helenističnega obdobja. Helenistična cavea ali polkrožna sedežna površina, je razdeljena v dva dela s pomočjo diazoma. Nad dvigom diazoma je osem nivojev sedežev, pod njimi je šestnajst, kar omogoča sedenje okoli 4—5000 gledalcev. Velika obrobljena vhodna pot povezuje caveo z agoro. Južni parados so obokali v rimskih časih, severni pa je ostal v prvotnem stanju na prostem. Zgradba na odru kaže značilnosti, značilne za 2. stoletje. Dolga ozka soba je vse, kar leži za njim. To je povezano s podijem, kjer je potekala igra, s petimi vrati, ki prebijajo bogato okrašeno fasado ali scaenae frons. Pod odrom leži pet majhnih prostorov, kjer so bile shranjene divje živali, preden so bile poslane v orkestro v boj.
Kot v drugih klasičnih mestih, odeon leži približno 100 metrov od gledališča. Ta stavba, ki je videti kot majhno gledališče, lahko datira v 1. stoletje pred našim štetjem. Dobro je ohranjena vse do nivoja strehe in razstavlja najkvalitetnejše gradbene zidove. Zgornje nadstropje je okrašeno v dorskem redu in s kvadratnimi kamnitimi bloki, medtem ko je spodnje nadstropje neokrnjeno in prebodeno z dvojnimi vrati. Gotovo je, da je bila stavba prvotno pokrita, saj je dobila svetlobo iz enajstih velikih oken na vzhodni in zahodni steni. Kakšna je bila ta streha, ki je bila 25 metrov dolga, še ni jasno. Ker je notranjost danes polna zemlje in ruševin, ni mogoče oceniti bodisi ureditve sedežev ali zmogljivosti. Kapaciteta sedežev verjetno ni bila večja od 600—700. Med ruševinami so izkopani koščki barvnega marmorja, kar kaže možnost, da so bili notranji zidovi okrašeni z mozaikom. Možno je tudi, da je ta elegantna stavba služila kot bulevterij ali senatna soba.

### Templji
Šest templjev različnih velikosti in vrsti je najdeno v Termessosu. Štirje od teh so v bližini odeona na območju, ki je moralo biti sveto. Prvi od teh templjev je neposredno na hrbtni strani odeona in je mojstrsko zgrajen iz kamna. Predlagano je bilo, da je to tempelj glavnega boga mesta, Zevsa Solymeusa. Škoda je, da je poleg pet metrov visokih sten cele, ohranjeno zelo malo tega templja.
Drugi tempelj leži blizu jugozahodnega kota odeona. Ima 5,50 × 5,50 metra veliko celo in je tipa prostil. Po napisu, ki je bil na še vedno popolnem vhodu, je bil tempelj posvečen [[Artemida|Artemidi[[, tako da sta stavbo in kultni kip v notranjosti plačala ženska po imenu Aurelia Armasta in njen mož z lastnimi sredstvi. Na drugi strani tega vhoda stoji kip te ženske na bazi z napisom. Tempelj je lahko opremljen na slogovni podlagi iz konca 2. stoletja.
Vzhodno od templja Artemide so ostanki dorskega templja. To je peripteralni tip, s šest ali enajstimi stebri ob straneh; sodeč po velikosti, je bil to največji tempelj v Termessosu. Iz preživelih reliefov in napisov je bil tudi ta posvečen Artemidi.
Na vzhodu ležijo ruševine drugega manjšega templja na terasi s kamnito površino. Tempelj je na visokem podiju, vendar čemu je bil namenjen, trenutno ni znano. V nasprotju s splošnimi pravili klasične tempeljske arhitekture, vhod v ta tempelj leži desno, kar pomeni, da je lahko pripadal pol-bogu ali junaku. Lahko je datiran do začetka 3. stoletja.
Kot za druga dva templja se nahajata v bližini Atalove stoe, pripadata korintskemu redu in sta prostila. Božanstva še niso znana, lahko ta templja datirata v 2. ali 3. stoletje.

### Drugi deli mesta
Od vseh uradnih in kulturnih zgradb, ki jih najdemo v tem širokem osrednjem območju, je ena najbolj zanimivih v obliki tipične rimske hiše. Napis je viden nad vrati dorskega sloga vzdolž zahodne stene, ki se dvigne na višino šestih metrov. V tem napisu je lastnik hiše hvaljen kot ustanovitelj mesta. Nedvomno ta hiša ni bila ustanoviteljica Termessosa. Mogoče je bilo malo darilo dodeljeno lastniku za izredne zasluge, opravljene v mestu. Ta tip hiše je na splošno pripadal plemičem. Glavni vhod vodi v dvorano, od tod skozi drugi vhod na osrednje dvorišče ali atrij. Bazen (impluvium), namenjen za lovljenje deževnice, leži sredi dvorišča. Atrij je imel pomembno mesto v dnevnih dejavnostih hiš kot je ta in je bil uporabljen tudi kot sprejemni prostor za goste. Kot tak je bil pogosto prijetno okrašen. Druge sobe v hiši so bile urejene okoli atrija.
Ulica s širokimi obrtniškimi portiki je tekla v smeri sever-jug skozi mesto. Prostor med stebri je bil pogosto napolnjen s kipi uspešnih športnikov, večinoma z rokoborcev. Napisi na bazah kipov so še vedno na mestu, z njihovim branjem pa lahko ponovno ustvarimo starodavno razkošje te ulice.

### Pokopališče
Na jugu, zahodu in severu mesta, večinoma znotraj mestnega obzidja, so velika pokopališča s kamnitimi grobnicami, od katerih naj bi ena pripadala Alcetasu. Na žalost so grob izropali lovci na zaklade. V samem grobu je bila med stebri izrezljana nekakšna rešetka; na vrhu je bil verjetno okrasen friz. Levi del grobnice je okrašen z upodobitvijo bojevnika, datiran v 4. stoletje pred našim štetjem. Znano je, da je mladina Termessosa, ki jo je močno prizadela smrt generala Alcetasa, zgradila veličastno grobnico zanj. Zgodovinar Diodor Sicilski ugotavlja, da se je Alcetas spopadel z Antigonom, medtem ko je bil na konju, to naključje nakazuje, da je to res grob Alcetasa in da je ta, ki je prikazan v reliefu.
Sarkofagi, ki so bili stoletja skriti med gosto rastjo dreves jugozahodno od mesta, v trenutku prenašajo zgodovinske ceremonije, da so mrtvi v te sarkofage položili skupaj z oblačili, nakitom in drugimi bogatimi obremenitvami. Telesa revnih so bila pokopana v preprostem kamnu, glini ali lesenih sarkofagih. Dva sarkofaga sta na visokem podstavku, in sta primera iz 2. in 3. stoletja. V družinskih grobnicah bogatih so bili sarkofagi postavljeni znotraj bogato okrašene strukture, zgrajene v obliki pokojnika skupaj z njegovo rodbino ali imeni tistih, ki jim je bilo dovoljeno, da so pokopani ob njem. Tako je bila uradno zagotovljena pravica do uporabe. Na ta način se lahko ugotovi zgodovina enega posebnega groba. Poleg tega najdemo napise, ki pozivajo k besu bogov, da se prepreči odpiranje sarkofagov in da se prestraši roparje. Napisi navajajo tudi globe, ki so bile izrečene tistim, ki niso upoštevali teh pravil. Te denarne kazni, ki so znašale od 300 do 100.000 denarjev so bile v glavnem plačane mestni zakladnici v imenu Zevsa Solymeusa.
Termessos je bil po postopnem upadu v 5. stoletju končno opuščen. Nekateri najdeni ostanki so zidovi, Hadrijanov triumfalni lok, cisterne, gledališče, gimnazij, agora, odeon in heroon. Med grobovi, ki so raztreseni daleč in široko, lahko vidimo od Alcatesa, Agatemerosa in Liona, ki so bili izvrstni sarkofagi.
V Termessosu še ni bilo izkopavanj.